# 서울 지장사 현왕도
서울 지장사 현왕도(서울 地藏寺 現王圖)는 서울특별시 동작구 지장사 대웅전에 있는 조선시대의 현왕도이다.
현왕도란 ‘지옥의 신’ 염라왕(閻羅王)이 중생의 사후에 그의 죄질을 심판하는 내용을 그린 그림이다. 인도의 토속신이었던 염라왕은 신중으로 흡수되어 104위 신중의 하나로서 장유음권위지옥주염마라왕(掌幽陰權爲地獄主閻摩羅王)이라 하였으나 중국에 전래되면서 명부신앙(冥府信仰)과 결합되어 시왕(十王) 가운데 다섯 번째인 염라대왕으로 편제된다. 현왕도란 시왕도(十王圖) 가운데 다섯 번째 그림인 제5염라대왕도가 별도로 독립되어 성립된 도상이다.

## 특색
고종 30년(1893)에 경운당 계향(戒香)이 화주가 되어 금호당 약효(若效)가 제작한 이 그림은 지옥도(地獄圖)가 생략된 것을 제외하고는 시왕도와 거의 흡사한 형태를 띠고 있어 시왕도와 현왕도의 도상적인 관련성을 이해하는 데 중요한 자료로서 주목되는 작품이다.
인물의 배치와 구도는 18세기 후반의 시왕도를 연상시키고 있으나 인물들의 일률적인 안면묘사, 옷주름 표현의 간략화 경향, 화문(花紋)의 형식적인 시문, 그리고 탁한 군청색의 사용과 단색의 구름 표현 등은 19세기 불화 양식을 여실히 보여주고 있는 요소라 할 것이다.

## 그림 내용
이 그림은 상하 2단으로 구성되어 있는데, 상단은 염라대왕과 동자를 비롯한 시자(侍者)들이 자리하고, 하단에는 판관(判官)과 사자(使者)들이 묘사되고 있다. 이러한 구도는 시왕도와 거의 흡사한 모습이지만 시왕도에는 하단에 지옥에서 고통받고 있는 중생이 그려지는 반면 현왕도에서는 지옥도가 생략되는 것이 일반적으로, 지장사현왕도도 이와 같은 일반적인 형식을 따르고 있다.
상단의 끝은 채운(彩雲)으로 처리되어 조선불화 전반에서 나타나는 일반적인 형태를 보여주고 있으며, 백발이 무성한 현왕이 화면의 상단 중심부를 차지하고 있다. 현왕은 녹색의 두광(頭光)을 뒤로하고, 호랑이의 모피로 보이는 가죽으로 덮인 의자에 앉아 있는 당당한 모습으로 표현되고 있다. 현왕의 앞에는 책상이 있고, 그 위에는 장부가 놓여 있어 이를 바탕으로 사후의 중생을 심판하게 된다. 책상 위 장부에는 도장이 찍혀 있는 모습으로 그려지고 있어 세심한 데에까지 정성을 들여 그린 작품임을 느끼게 한다. 현왕의 좌우에 등장하는 동자들은 다른 불화들에서도 흔히 살펴볼 수 있는 모습이지만 시왕도나 현왕도에서의 동자는 중생들이 살아 생전에 행한 선한 행위와 악한 행위를 일일이 기록하여 현왕에게 보고한다고 하는 주선동자(主善童子)와 주악동자(主惡童子)로서 그 기능이 뚜렷한 동자라 할 수 있다. 현왕의 바로 옆 좌우에는 산개(傘蓋)를 들고 있는 시자들이 묘사되어 현왕의 권위를 높여 주는 역할을 수행하고 있다.
하단부에는 위로부터 두루마리를 메고 있는 사자가 좌우에 1인씩 자리하고, 그 아래에는 현왕의 심판과정을 보조하는 4명의 판관들이 각기 홀ㆍ장부ㆍ두루마리 등을 들고 서 있는 형태로 그려지고 있다. 맨 아래에는 무장을 하고 있는 2구의 무인상(武人像)이 칼을 빼어들고 부라린 눈을 뜨고 무서운 형상으로 서 있는데, 마치 현왕의 심판이 정해지는 순간 중생을 지옥으로 끌고 갈 자세를 취하고 있는 듯하다.

## 같이 보기
- 지장사

 본 문서에는 서울특별시에서 지식공유 프로젝트를 통해 퍼블릭 도메인으로 공개한 저작물을 기초로 작성된 내용이 포함되어 있습니다.

## 참고 자료
- 서울 지장사 현왕도 - 국가유산청 국가유산포털